# 国道206号
国道206号（こくどう206ごう）は、長崎県長崎市から佐世保市に至る一般国道である。

## 概要

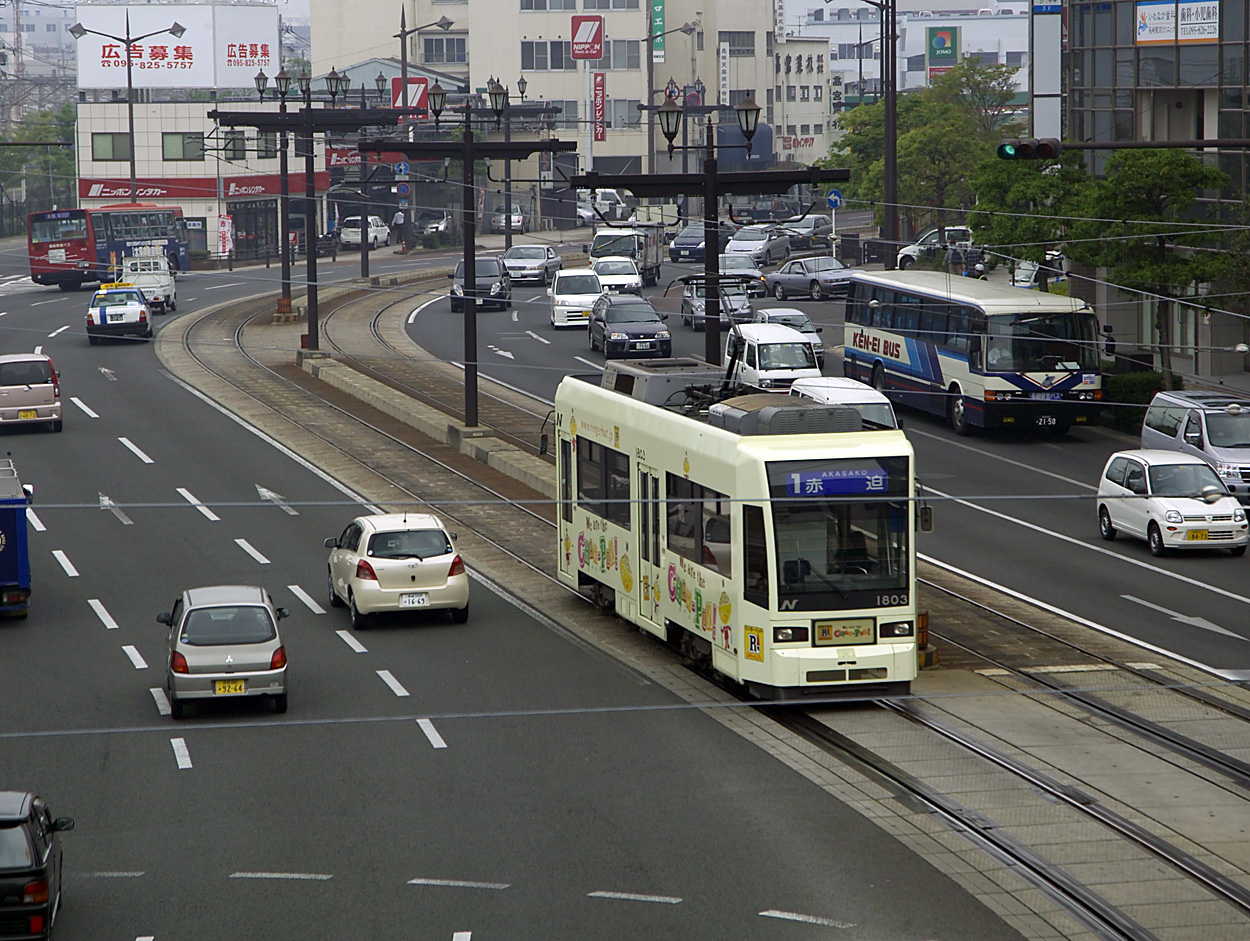
長崎駅前電停より赤迫方面行きの路面電車が国道206号（国道202号重複）を走る

長崎 - 佐世保間の最短の道路になる。長崎市南北の幹線道路は国道206号しかないため長崎市から西彼杵郡時津町までの交通量が非常に多く、渋滞も発生しやすい。このため都市計画道路浦上川線を国道206号と並行させ、一部の車を分散させることで渋滞を緩和する計画が1990年（平成2年）より進められ、2010年（平成22年）に完成した。西彼杵郡時津町日並郷の日並バイパス終点付近からは片側1車線になり、長崎市琴海地区の中心部を経由し、西海市西彼町へ入る。西海市は交通量が少ない快走区間で大村湾の海岸線沿いを走る。小迎交差点から先は国道202号と重複区間となり、西海橋を通って佐世保市へ至る。

### 路線データ
一般国道の路線を指定する政令に基づく起終点および重要な経過地は次のとおり。
- 起点：長崎市（江戸町交差点 = 国道34号・国道57号・国道202号終点、国道251号・国道324号起点）
- 終点：佐世保市（西海橋付近 = 国道202号上）
- 重要な経過地：長崎県西彼杵郡時津町[注釈 2]、同郡西彼町[注釈 2]
- 総延長 : 59.5 km（重用延長を含む）[3][注釈 3]
- 重用延長 : 4.4 km[3][注釈 3]
- 未供用延長 : なし[3][注釈 3]
- 実延長 : 55.2 km[3][注釈 3]
  - 現道 : 55.2 km[3][注釈 3]
  - 旧道 : なし[3][注釈 3]
  - 新道 : なし[3][注釈 3]
- 指定区間：なし[4]

## 歴史
- 1953年（昭和28年）5月18日 - 二級国道206号長崎佐世保線（長崎市 - 佐世保市）として指定施行[5]。
- 1965年（昭和40年）4月1日 - 道路法改正により一級・二級区分が廃止されて一般国道206号として指定施行[2]。

## 路線状況
時津町付近までは「新浦上街道」の愛称がある。

### バイパス
- 川平有料道路
- 日並バイパス
- 小迎バイパス（西彼杵道路）
- 西海パールライン有料道路（西彼杵道路）

### 重複区間
- 国道202号（長崎市江戸町・江戸町交差点（起点） - 長崎市宝町・宝町交差点）
- 国道202号（西海市西彼町小迎郷・小迎交差点 - 佐世保市針尾東町（終点））

### 道路施設

#### 橋梁
- 八千代橋（長崎市、国道202号重複区間内）
- 下の川橋（下の川、長崎市）
- 大橋（浦上川、長崎市）
- 岩崎橋（大井手川、長崎市）
- 古川橋（時津川、西彼杵郡時津町）
- 日並大橋（西彼杵郡時津町）
- 子々川橋（西彼杵郡時津町）
- 西海橋（針尾瀬戸、西海市 - 佐世保市、国道202号重複区間内）

## 地理

### 通過する自治体
- 長崎県
  - 長崎市 - 西彼杵郡時津町 - 長崎市 - 西海市 - 佐世保市

### 交差する道路
| 交差する道路                                                       | 市町村名 | 市町村名 | 交差する場所 | 交差する場所             |
| ------------------------------------------------------------------ | -------- | -------- | ------------ | ------------------------ |
| 国道34号 国道57号 国道202号 重複区間起点 国道251号 国道324号       | 長崎市   | 長崎市   | 江戸町       | 江戸町交差点 / 起点      |
| 国道499号 長崎県道112号長崎式見港線                                | 長崎市   | 長崎市   | 元船町       | 大波止交差点             |
| 国道202号 重複区間終点                                             | 長崎市   | 長崎市   | 宝町         | 宝町交差点               |
| 長崎県道113号長与大橋町線                                          | 長崎市   | 長崎市   | 大橋町       | 岩屋橋交差点             |
| 長崎県道33号長崎多良見線                                           | 長崎市   | 長崎市   | 赤迫3丁目    | 道ノ尾交差点             |
| 長崎県道111号道ノ尾停車場線                                        | 長崎市   | 長崎市   | 葉山1丁目    | 道ノ尾駅入口交差点       |
| 長崎県道28号長崎畝刈線                                             | 長崎市   | 長崎市   | 滑石2丁目    | 横道交差点               |
| 川平有料道路 臨港道路畝刈時津線                                    | 西彼杵郡 | 時津町   | 元村郷       | 井手園交差点             |
| 国道207号 長崎県道204号奥ノ平時津線 重複区間起点                   | 西彼杵郡 | 時津町   | 浦郷         | 時津町交差点             |
| 長崎県道115号長崎漁港村松線 長崎県道204号奥ノ平時津線 重複区間終点 | 長崎市   | 長崎市   | 西海町       | 西海交差点               |
| 長崎県道57号神ノ浦港長浦線                                         | 長崎市   | 長崎市   | 長浦町       | 長浦交差点               |
| 長崎県道242号形上宮浦港線                                          | 長崎市   | 長崎市   | 琴海形上町   | 形上交差点               |
| 長崎県道120号上岳宮ノ浦線                                          | 西海市   | 西海市   | 西彼町上岳郷 | バイオパーク入り口交差点 |
| 国道206号 / 小迎バイパス                                           | 西海市   | 西海市   | 西彼町平山郷 | 大串インター入口交差点   |
| 長崎県道12号大瀬戸西彼線                                           | 西海市   | 西海市   | 西彼町大串郷 | 大串交差点               |
| 国道202号 重複区間起点 長崎県道205号日ノ坂瀬川港線                 | 西海市   | 西海市   | 西彼町小迎郷 | 小迎交差点               |
| 西海パールライン有料道路                                           | 西海市   | 西海市   | 西彼町小迎郷 | 小迎IC                   |
| 国道202号 重複区間終点                                             | 佐世保市 | 佐世保市 | 針尾東町     | 終点                     |

### 交差する鉄道
- 西九州新幹線
- 長崎本線
- 長崎本線（旧線）